# زرشغة (همت أباد)
زرشغة (بالفارسية: زرشگه) هي مستوطنة تقع في إيران في قسم همت أباد الريفي. يقدر عدد سكانها بـ 1,185 نسمة .